# Juan Antonio Felipe
Juan Antonio Felipe Gallego (Madrid, España, 24 de agosto de 1961) es un exfutbolista español que se desempeñaba como defensa.
Participó en los Juegos Olímpicos de Moscú 1980, donde la selección española jugó 3 partidos y empataría los tres, quedando fuera.

## Clubes
| Club                       | País   | Año       |
| -------------------------- | ------ | --------- |
| Real Madrid Castilla C. F. | España | 1979-1982 |
| Real Madrid C. F.          | España | 1981-1982 |
| Real Oviedo                | España | 1982-1983 |
| Real Madrid Castilla C. F. | España | 1983-1984 |
| Real Oviedo                | España | 1984-1987 |
| Rayo Vallecano             | España | 1987-1990 |